# Jacob van Meurs

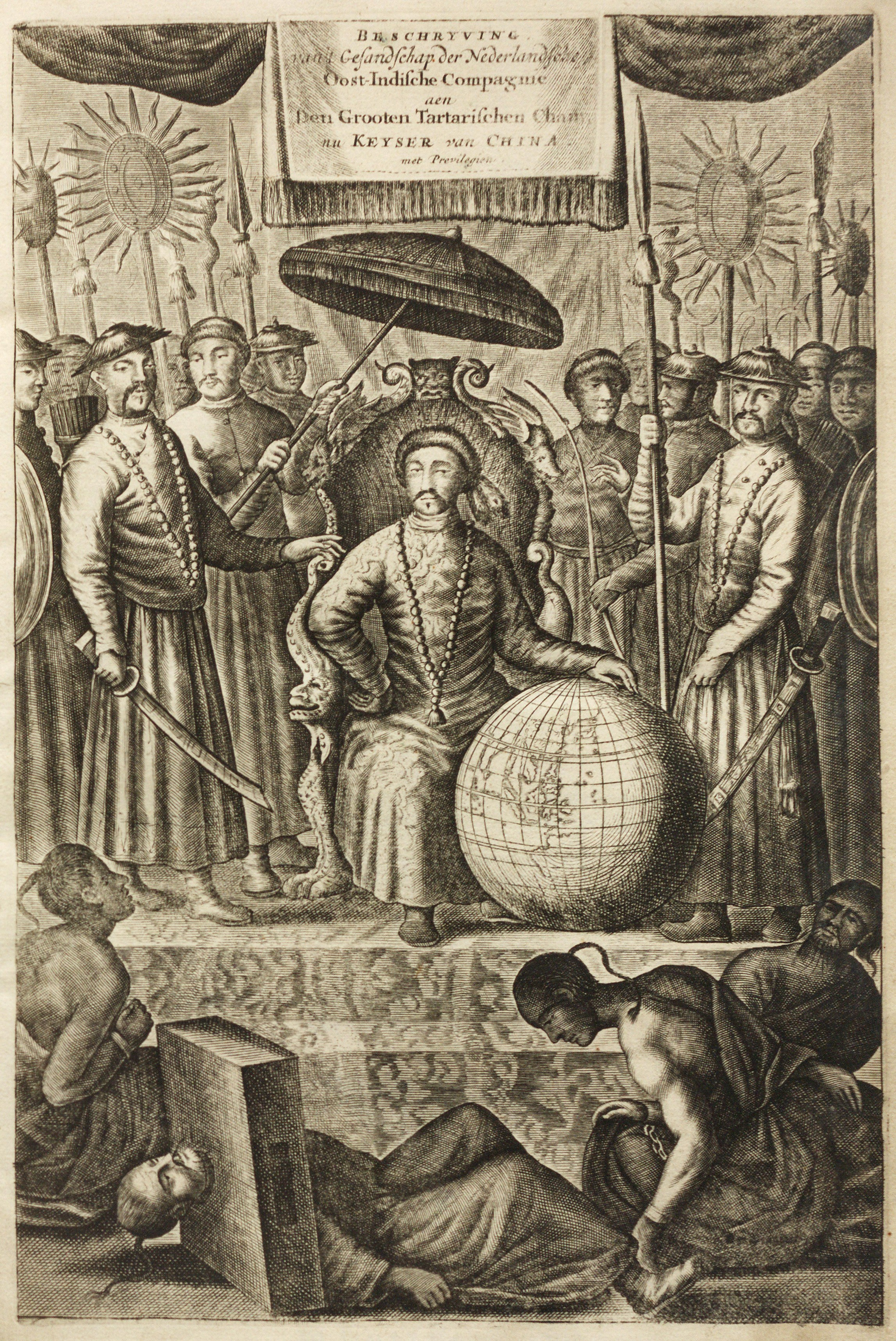
Frontispice de lAmbassade en Grande Tartarie et auprès de l'empereur de Chine de Jan Nieuhof, 1665.

Jacob van Meurs, né à Arnhem dans les Provinces-Unies vers 1617-1620, mort à Amsterdam le 29 décembre 1679, est un éditeur, libraire, cartographe et graveur néerlandais.

## Biographie
Jacob van Meurs a passé la plus grande partie de sa vie à Amsterdam. Au début de sa carrière, il publie plusieurs ouvrages sur l'histoire d'Amsterdam et de la république des Provinces-Unies. Il se tourne ensuite vers la publication d'ouvrages illustrés sur l'Extrême-Orient, l'Afrique et l'Amérique en utilisant les travaux de Jan Nieuhof (1618-1672), Olfert Dapper (1636-1689) et Arnoldus Montanus (nl) (1625-1683). La publication du récit de Jan Nieuhof, voyageur et diplomate de la Compagnie néerlandaise des Indes orientales, contribue à faire connaître la Chine aux Occidentaux. En tout, il publie 75 ouvrages richement illustrés.
Pour toucher un public plus large, aussi bien catholique que protestant, il atténue plusieurs fois les contenus religieux des ouvrages qu'il publie. À destination du public catholique des Pays-Bas espagnols, il diffuse certaines éditions sous le nom d'un collègue d'Anvers, Michiel Cnobbaert.
Pour assurer la rentabilité de ses ouvrages, il obtient de les publier sous privilège. Il en dédie à des personnalités influentes comme Jean-Maurice de Nassau-Siegen qui peuvent le rétribuer en conséquence.
Il meurt à Amsterdam le 29 décembre 1679. Sa veuve reprend la direction de l'entreprise après sa mort.

## Publications
Ouvrages géographiques publiés par Jacob van Meurs, par ordre chronologique :
- Jan Nieuhof, Het gezantschap der Neêrlandtsche Oost-Indische Compagnie, aan den grooten Tartarischen Cham, den tegenwoordigen keizer van China (1665)
- Athanasius Kircher, China monumentis, qua sacris quà profane, nec non Variis Naturae & Artis Spectaculis, Aliarumque Rerum Memorabilium Argumentis ilustrata (1667)
- Olfert Dapper, Naukeurige beschrijvinge der Afrikaensche eylanden (1668).
- Arnoldus Montanus, Gedenkwaerdige gesantschappen der Oost-Indische Maatschappy in ’t Vereenigde Nederland, aan de kaisaren van Japan (1669)
- Olfert Dapper, Beschryving des keizerryks van Taising of Sina  (1670)
- Arnoldus Montanus, Nieuwe en Onbekende Weereld of Beschryving van America en 't Zuid-Lan (1671)
- Olfert Dapper, Asia, of Naukeurige beschryving van het rijk des grooten Mogols, en een groot gedeelte van Indiën (1672)
- Olfert Dapper, Naukeurige beschryving van gantsch Syrie, en Palestyn of Heilige Lant (1677)
- Olfert Dapper, Naukeurige beschryving van Asie (1680)

## Galerie

Images des Provinces-Unies et de leurs colonies
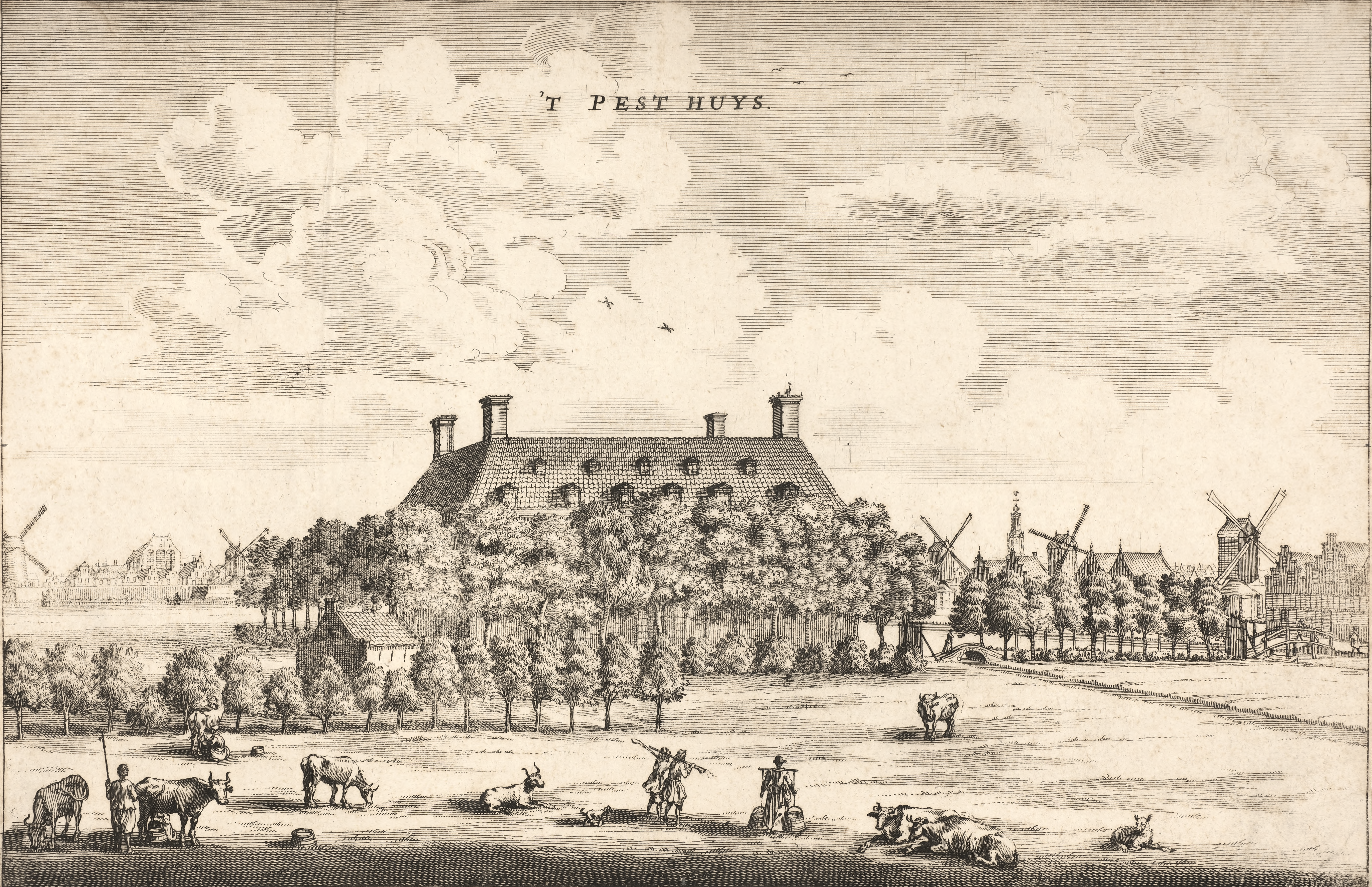
Lazaret d'Amsterdam, 1663
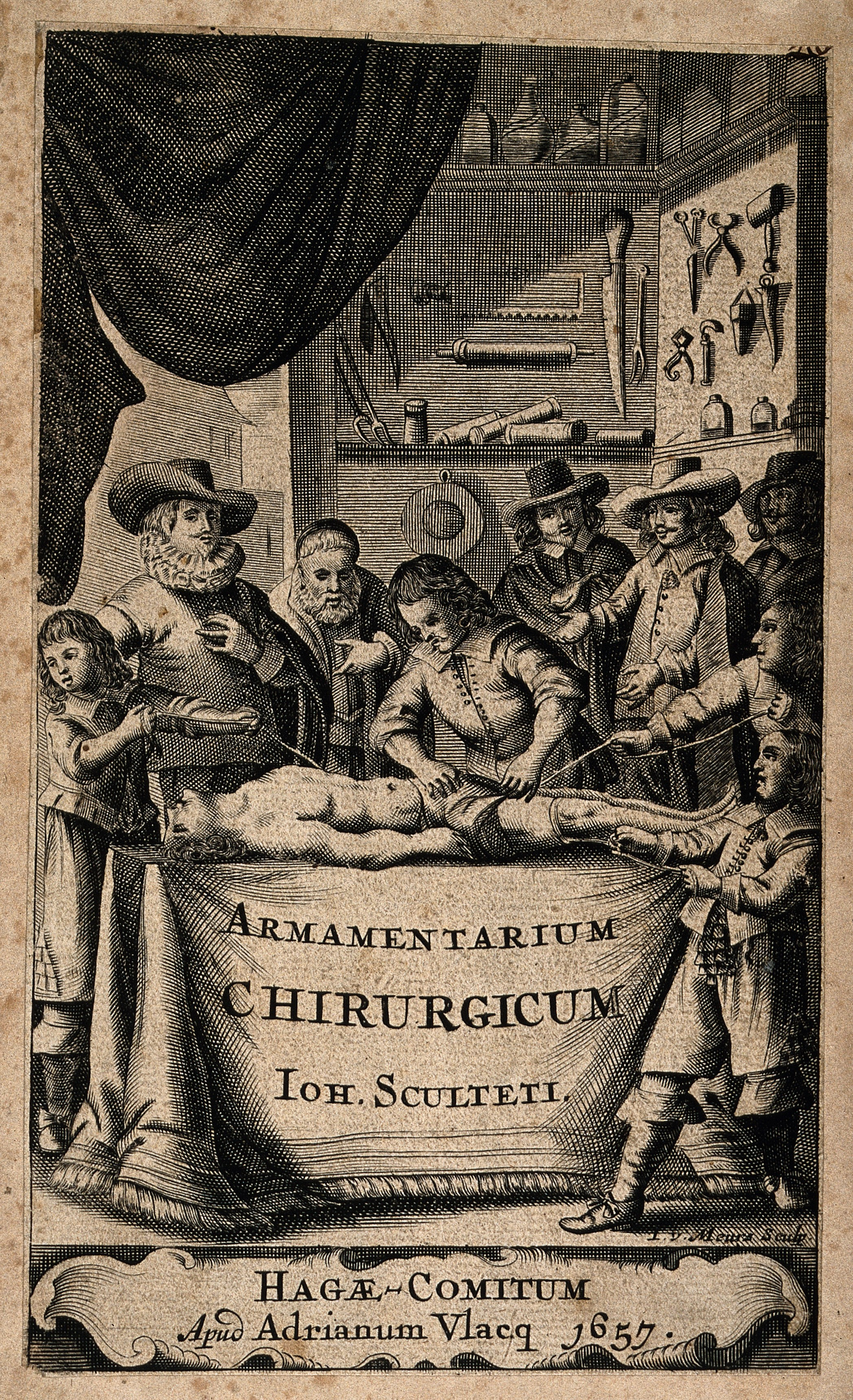
Amputation d'une jambe, illustration du traité de chirurgie de Jean Scultet, 1657
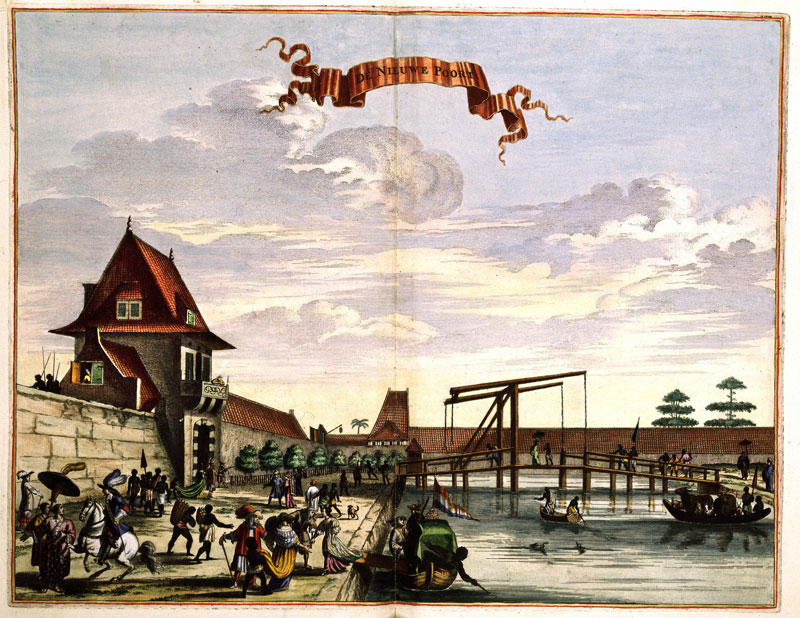
Le port colonial de Batavia (Jakarta), publié par la veuve de Jacob van Meurs, 1682
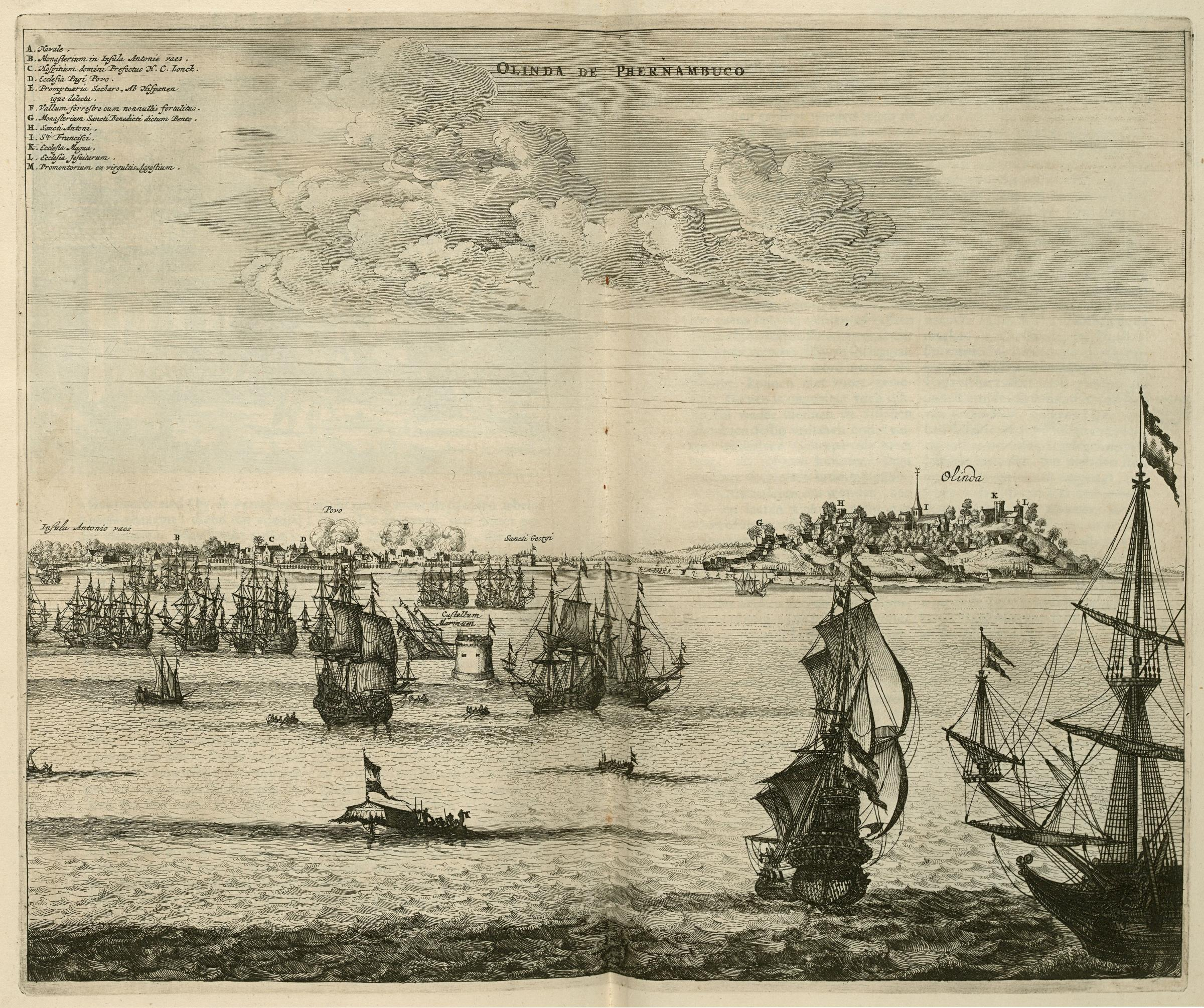
Prise d'Olinda au Brésil par les Néerlandais, v. 1671

Images d'Asie, d'Afrique et d'Amérique
Arc de triomphe de Canton, illustration du voyage en Chine de Jan Nieuhof, édition en français, 1665
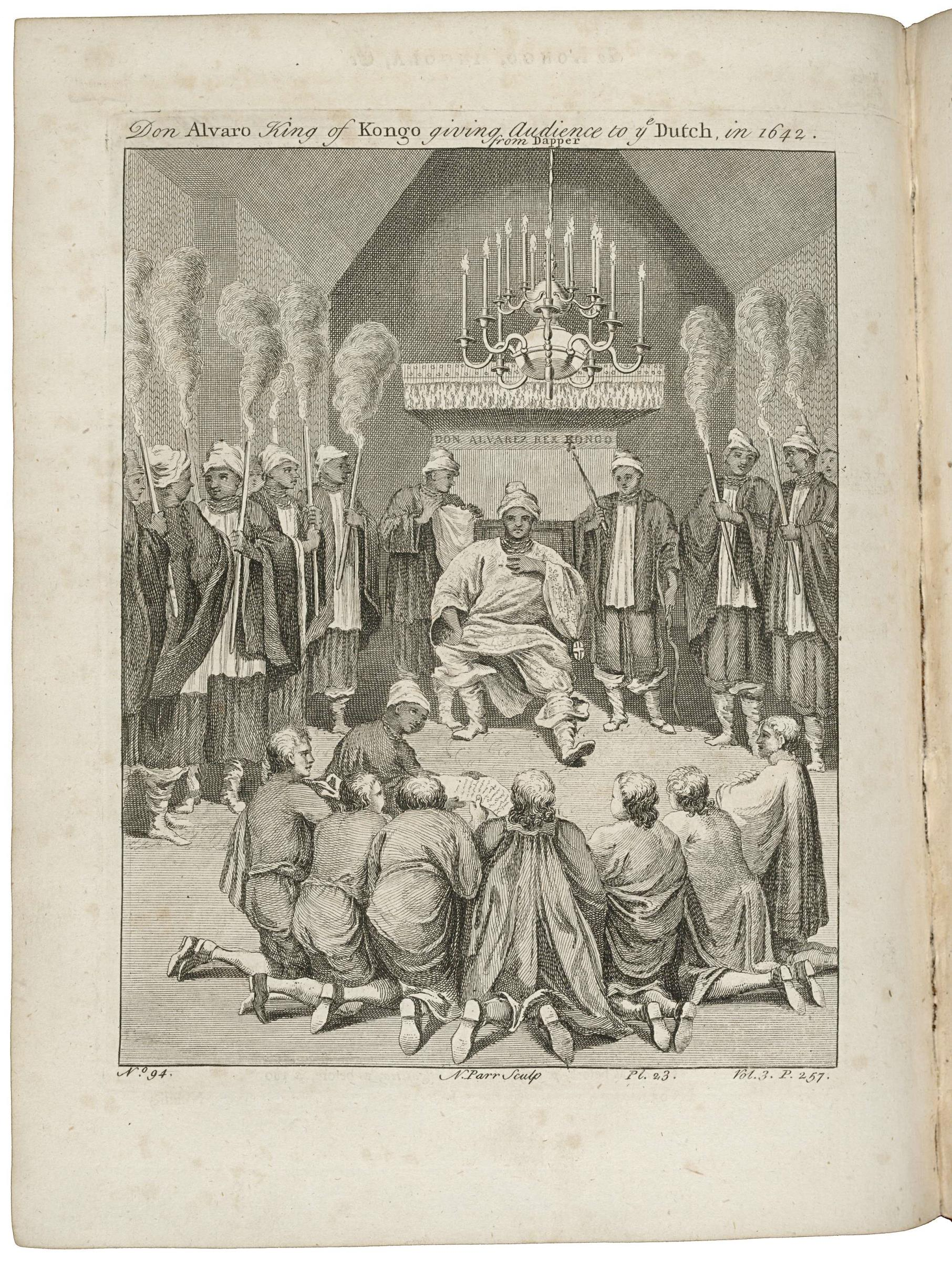
Don Alvaro, roi du Kongo, recevant les ambassadeurs néerlandais en 1642
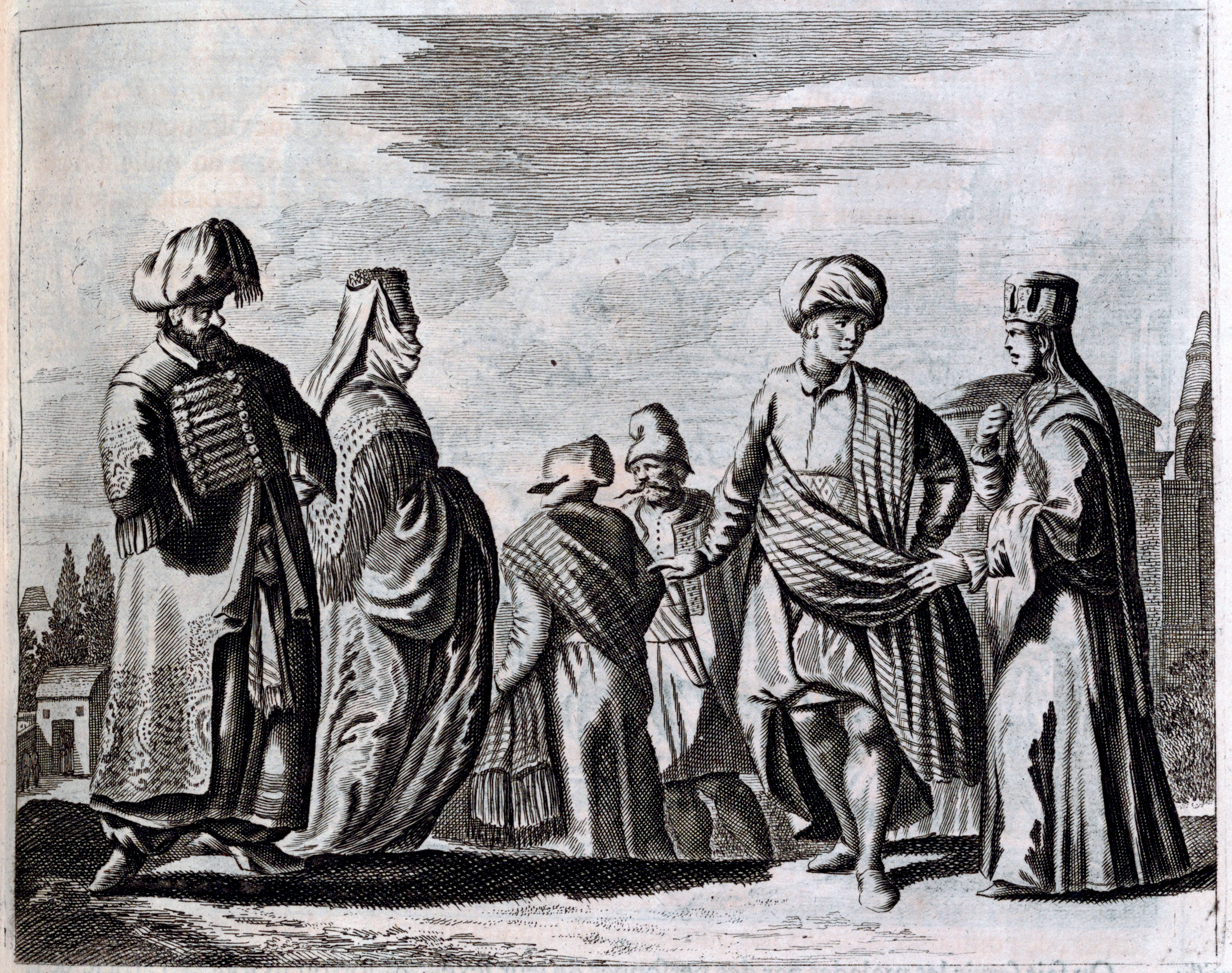
Costumes de la régence d'Alger, description de l'Afrique par Olfert Dapper, 1668
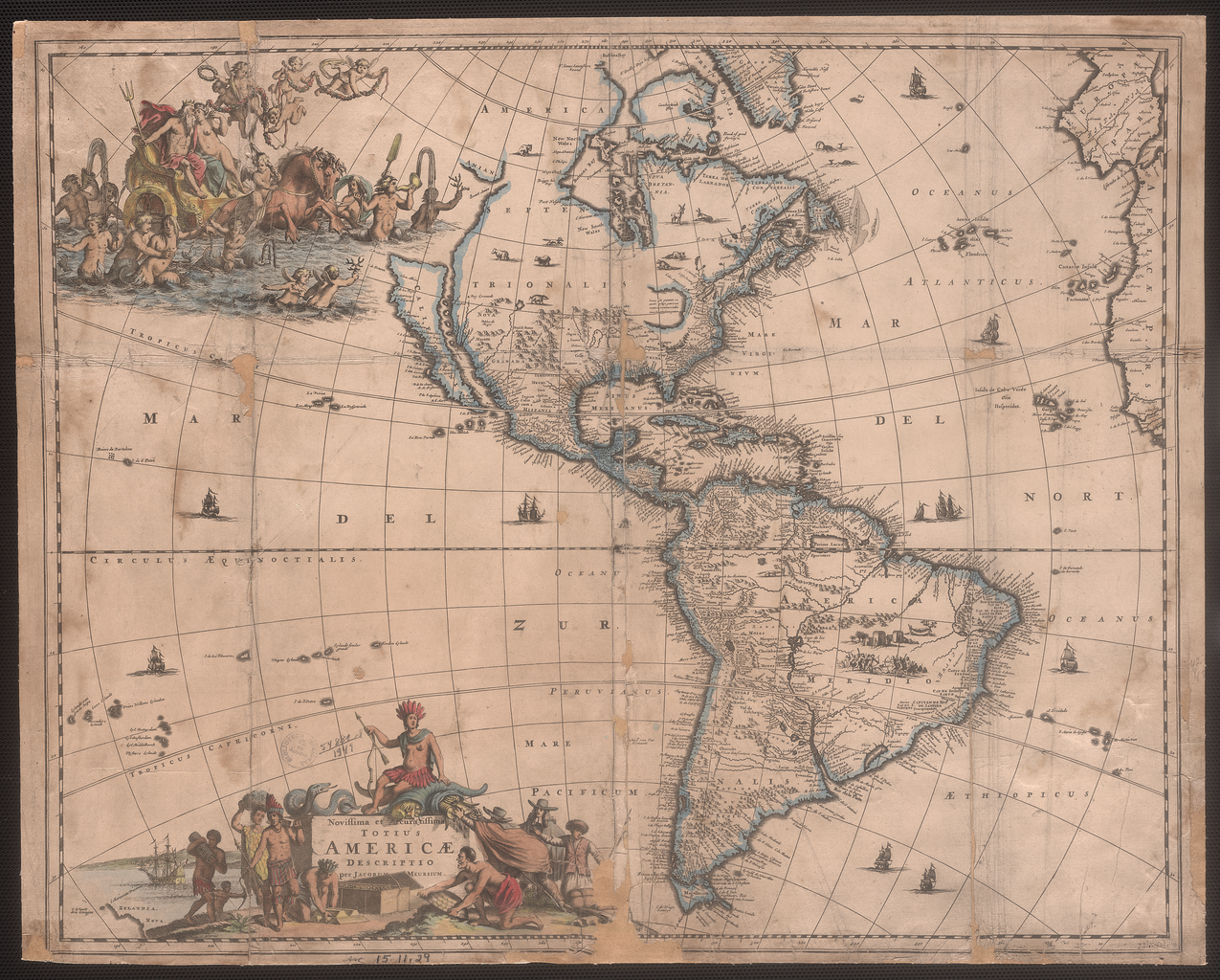
Carte des Amériques, 1650